# Migració de dades
La migració de dades és una de les estratègies més utilitzada en la preservació digital avui dia i té com a objectiu principal assegurar que els recursos actuals siguin accessibles i utilitzables en el futur, evitant d'aquesta manera l'obsolescència digital de l'entorn original.
La migració és el conjunt de tasques organitzades i dissenyades per a aconseguir la transferència periòdica de materials digitals des d'una configuració de maquinari i programari a una altra, o des d'una generació tecnològica a una de posterior. És a dir, l'estratègia de migració es basa en la conversió d'un document que es troba en un format amb perill d'obsolescència cap a un format més actual i/o estàndard amb l'objectiu que s'adapti a les noves plataformes tant de maquinari com de programari.

## Estratègies de migració
Els diferents tipus de migració són els següents:
Migració sobre la demandaEs tracta de separar el codi binari del seu entorn i suport original en el moment en què es diposita el recurs i guardar el conjunt de metadades tècniques que especifiquen com s'han de migrar a altres entorns: Aquesta estratègia permet concentrar els esforços i recursos en els documents que generen una major demanda entre els usuaris i evita realitzar migracions periòdiques de tota la col·lecció, ja que es conserva el codi binari original i les metadades tècniques de cada document per separat.
Migració a un format estàndardAquesta tècnica es refereix a la conversió del document original a un estàndard tècnic, preferentment a un format obert com per exemple XML o PDF, amb una previsió de vida útil més alta.
Formats de migració més comuns:
- .CSV (Comma-separated values): molt senzill, permet representar les dades en forma de taula, i això fa que s'adapti a la tipologia de bases de dades i especificacions de cada camp independentment de la seva naturalesa numèrica, textual o de data. A més no requereix un set de caràcters concrets amb la qual cosa assoleix una gran interoperabilitat entre aplicacions. Es caracteritza per utilitzar comes "," per a diferenciar les columnes de les taules creant un salt de línia per representar una filera de dades nova.
- .TAB: pren el nom de tabulació ja que utilitza tabuladors o espais per separar cada columna de dades: cada salt de línia correspon a una filera o registre nou de la taula. No resulta un format adequat d'exportació ja que genera excessius caràcters en blanc per poder fer coincidir a cada columna la informació corresponent a un camp.
- . XML: és un llenguatge de marques extensible que depèn d'un Schema o Document Type Description per a la seva verificació cosa que facilita l'ús de normes o regles de catalogació establertes com ara el format MARC XML. Estableix etiquetes d'inici i tancament dels continguts definint de forma senzilla el nom dels camps, atributs i valors. Redueix errors i pèrdues d'informació ja que permet la separació dels assentaments bibliogràfics o registres als arxius sense límits físics.
- ISO 2709 Unimarc: es caracteritza per utilitzar quatre seccions: capçalera del registre amb longitud fixa, el directori, el camp de dades (que conté la informació bibliogràfica) i el separador de registres.

Migració successiva o conversió en sèrieConsisteix a actualitzar els documents quan hi ha un canvi incremental en el programari, tant si cal com si no ho és. D'aquesta manera, s'assegura la correcta transferència de les dades i no es corre el risc de perdre l'oportunitat de fer la conversió quan el format estigui a punt de desaparèixer. I és que, el fonamental sempre és no perdre les dades

## Quan s'ha de fer la migració?
El més important és tenir en compte que, si la migració es duu a terme en el moment oportú, és relativament senzilla; sinó, serà un procés complicat que comportarà molts costos. Per tant, es recomana un seguiment continu dels avenços en la tecnologia que permetrà preveure els canvis, anticipar-s'hi i planificar-se.
Moltes biblioteques trien el període de vacances o bé fan coincidir el canvi amb el trasllat a un nou edifici, per exemple. En qualsevol cas, sempre resultarà més fàcil si les dades bibliogràfiques són estàndards (per exemple, format MARC).
Ara bé, la programació de la migració no és tant evident o sistemàtica com la d'altres tècniques de preservació.
Els passos per assolir amb èxit la migració són:
- Neteja i consolidació de les taules de la Base de Dades
- Mapatge de les taules i definició de format d'origen i destí
- Ruta de salts de format a la migració
- Definició del set de caràcters d'origen i destí
- Comprovació dels delimitadors de camps
- Migració de prova
- Avaluació i comprovació d'errors
- Depuració final

## Avantatges
- És una operació molt experimentada.
- No calen coneixements tècnics molt especialitzats.
- Una part dels processos es pot automatitzar.
- Operació relativament senzilla si es fa en el moment oportú.
- La tendència de l'estandardització de programari i utilitzar formats oberts, facilitarà el procés de migració i reduirà costos en llicències de programari.
- Converteix el document a un format compatible amb sistemes actuals.
- Aprofita l'ús de noves tecnologies.
- Es disminueixen costos de manteniment i actualització.[5]

## Inconvenients
- No es pot evitar l'alteració del document, és a dir, es perden propietats significatives o elements essencials del document original. Es tracta de propietats que van més enllà del contingut intel·lectual, com ara l'aparença o la funcionalitat. Ens referim al concepte en anglès conegut com el look and feel: aquelles qualitats que representen l'essència del recurs tal com el va crear l'autor i com ho van experimentar els usuaris quan es va fer públic, és a dir, l'experiència que tenien al “veure’l i tocar-lo / sentir-lo”.
- És difícil programar la migració per a objectes digitals complexos.
- Possible pèrdua de funcionalitats primàries, de context i d'integritat.
- S'ha de repetir periòdicament al llarg de la vida del recurs.
- Necessitat d'un seguiment constants dels avenços en tecnologia per tal de preveure els canvis esdevenidors i programar a temps la migració.
- Pot arribar a ser costós, tant en l'alt cost temporal del processos com en el cost de comprar mitjans d'emmagatzematge addicionals cada cop que es realitza una migració.

## Especificacions tècniques
- S'ha d'assignar un equip per definir les especificacions i requeriments del nou sistema que es vol implementar.[6]
- Aquestes especificacions han d'establir què es vol, per què es vol i com ha de respondre el sistema.
- També s'han d'establir els estàndards que es volen utilitzar, així com el grau de compatibilitat i connectivitat dins d'una xarxa institucional o en accés a altres sistemes.
- S'ha de dur a terme un rigorós control de qualitat i avaluació el procés.
- Totes les operacions de migració han de quedar registrades per tal de poder seguir la traçabilitat en el futur, i així poder justificar els canvis de formats i assegurar l'autenticitat del contingut.[7]
- Es pot conservar-se una còpia dels objectes digitals si la transformació no és reversible o per si es perden alguns elements essencials.
- S'ha d'assajar el procés de migració abans d'implementar-lo plenament i s'ha de comprovar si ha donat bons resultats abans de destruir les generacions intermèdies.